# أيمن الظواهري
أيمن محمد ربيع مصطفى عبد الكريم الظواهري (19 يونيو 1951 – 31 يوليو 2022) أحد مؤسسي تنظيم القاعدة وثاني أمير له خلفًا لأسامة بن لادن عقب مقتله في 2011 بعملية أمريكية، بعد أن كان ثاني أبرز قياديي منظمة القاعدة العسكرية التي تصنفها معظم دول العالم منظمة إرهابية حيث عمل مستشارًا لأسامة بن لادن، وزعيم تنظيم الجهاد الإسلامي العسكري المحظور في مصر. قُتل بغارة جوية أمريكية في كابل في 31 يوليو 2022، وقد نددت حكومة طالبان بذلك واعتبرته انتهاكًا لسيادة أفغانستان.
انضم لجماعة الإخوان المسلمين خلال فترة المراهقة واعتُقل في سن الخامسة عشر بتهمة انتمائه لها، عمل كجراح (تخصص جراحة عامة) بعد تخرجه من كلية الطب جامعة عين شمس، أنشق عن جماعة الإخوان بسبب استعدادها للمشاركة في الانتخابات، وساعد في تأسيس جماعة الجهاد الإسلامي المصرية، سافر الظواهري إلى أفغانستان قادماً من جدة ليشارك في الجهاد الأفغاني عام 1985م وعمل طبيباً بمستشفى الهلال الأحمر الكويتي في بيشاور، وقد توطدت علاقته مع ابن لادن منذ العام 1986م واستمرت حتى أسسا معاً تنظيم قاعدة الجهاد في فبراير 1989م، ويعتقد بعض الخبراء أنه من العناصر الأساسية وراء هجمات 11 سبتمبر 2001 في الولايات المتحدة. وكان اسم الظواهري ثانياً ما بعد بن لادن في قائمة تضم 22 من أهم الإرهابيين المطلوبين للولايات المتحدة ما بعد عام 2001. ورصدت الحكومة الأمريكية مكافأة بقيمة 25 مليون دولار لمن يساعد في الوصول إليه.
شارك الظواهري في الحرب في أفغانستان بعد الغزو الأمريكي في 2001 حيث تحالف تنظيم القاعدة مع طالبان لقتال الجيش الأمريكي وقد أكد الظواهري مبايعته لأمير طالبان الملا هبة الله آخند زاده.

## النشأة
ينحدر الظواهري المولود في العاصمة المصرية القاهرة من عائلة من الطبقة المتوسطة، وفيها العديد من الأطباء حيث أن أحد أعمامه كان أول أمين عام لجامعة الدول العربية ووالده محمد الذي توفي في العام 1995 م كان أستاذاً في علم الصيدلة في نفس الجامعة.

### نسبه
والده الأستاذ الدكتور محمد الشافعي الظواهري من أشهر الأطباء المصريين للأمراض الجلدية، جده من والدته فهو عبد الوهاب عزام من رجال الأدب بمصر في مرحلة ما قبل ثورة 1952، وعم أمه هو عبد الرحمن عزام أول أمين عام للجامعة العربية، وله خالان ومن أقرب الناس له عمه محمود الظواهري دكتور في أمراض العيون. عاش أيمن الظواهري في قرية الرزيقات بحري مركز ارمنت محافظة الأقصر لفترة طويلة.

### نشاط الإسلام السياسي
وقد انخرط الظواهري في نشاطات حركات الإسلام السياسي في سن مبكرة، وهو لا يزال في المدرسة، وقد اُعتقل في سن الخامسة عشر، لانضمامه لجماعة الإخوان المسلمين. وتعد جماعة الإخوان المسلمين من أقدم وأكبر الجماعات الإسلامية في مصر. لكن نشاط الظواهري السياسي، لم يمنعه من دراسة الطب في جامعة القاهرة، التي تخرج منها في عام 1974 م وحصل على درجة الماجستير في الجراحة بعد أربع سنوات.

### العمل
بدأ الظواهري في البداية يتبع التقاليد العائلية، وأسس عيادة طبية في إحدى ضواحي القاهرة، ولكنه سرعان ما انجذب إلى الجماعات الإسلامية التي كانت تدعو للإطاحة بالحكومة المصرية.
والتحق بجماعة الجهاد الإسلامي المصرية منذ تأسيسها في العام 1973. وفي العام 1981، اعتقل ضمن المتهمين باغتيال الرئيس المصري آنذاك أنور السادات. وكان السادات قد أثار غضب الناشطين الإسلاميين من خلال التوقيع على اتفاق سلام مع إسرائيل، واعتقال المئات من منتقديه في حملة أمنية آنذاك.
وخلال إحدى جلسات المحاكمة، ظهر الظواهري باعتباره متحدثاً باسم المتهمين، لاتقانه اللغة الإنجليزية، وتم تصويره يقول للمحكمة:«نحن مسلمون نؤمن بديننا ونسعى لإقامة الدولة الإسلامية والمجتمع الإسلامي.» وعلى الرغم من تبرئته في قضية اغتيال السادات، فقد أدين بحيازة الأسلحة بصورة غير مشروعة، وحكم عليه بالسجن لمدة ثلاث سنوات تعرض فيها للتعذيب بصورة منتظمة من قِبل السلطات خلال الفترة التي قضاها في السجن في مصر، وهي التجربة التي يقال أنها حولته إلى التطرف وعقب الإفراج عنه في العام 1985، غادر إلى السعودية.

### الجهاد والقتال
وبعد خروجه من السجن بوقت قصير توجه إلى بيشاور في باكستان وأفغانستان المجاورة في وقت لاحق، حيث أسس فصيلاً لحركة الجهاد الإسلامي، وعمل طبيباً أيضاً في البلاد خلال فترة الاحتلال السوفيتي. وتولى الظواهري قيادة جماعة الجهاد بعد أن عودتها للظهور في العام 1993 م وعد الشخصية الرئيسية وراء سلسلة من الهجمات داخل مصر بما فيها محاولة اغتيال رئيس الوزراء آنذاك عاطف صدقي. وتسببت سلسلة الهجمات التي شنتها تلك المجموعة للإطاحة بالحكومة المصرية وإقامة دولة إسلامية في البلاد خلال منتصف التسعينيات من القرن الماضي. وفي العام 1997 م قالت وزارة الخارجية الأميركية إن زعيم جماعة «طلائع الفتح»، وهو فصيل من فصائل حركة الجهاد الإسلامي، يقف وراء المذبحة التي تعرض لها السياح أجانب في مدينة الأقصر في العام نفسه. وبعد ذلك بعامين صدر على الظواهري حكم بالإعدام غيابيا من قبل محكمة عسكرية مصرية لدوره في الكثير من الهجمات في مصر.

## تنظيمه
كان عضوًا في خلية سرية تكونت سنة 1978. وظهر لدى القبض عليه في 23 أكتوبر 1981 م أنه وصل إلى درجة أمير التنظيم ومشرفا على التوجيه الفكري والثقافي لحركة الجهاد والجماعة. بحلول سنة 1979، انضم الظواهري إلى منظمة الجهاد الإسلامي وانتظم فيها إلى أن أصبح زعيم التنظيم ومن المسؤولين على تجنيد الشجعان في صفوف التنظيم. وحينما اغتال خالد الإسلامبولي الرئيس المصري الراحل محمد أنور السادات، نظمت الحكومة المصرية حملة اعتقالات واسعة وكان الظواهري من ضمن المعتقلين، إلا أن الحكومة المصرية لم تجد للظواهري علاقة بمقتل السادات وأودع الظواهري السجن بتهمة حيازة أسلحة غير مرخصة.
في سنة 1985 أفرج عنه فسافر إلى المملكة العربية السعودية ليعمل في أحد المستشفيات ولكنه لم يستمر في عمله هذا طويلا. وبعد ذلك سافر إلى باكستان ومنها لأفغانستان حيث التقى أسامة بن لادن وبقي في أفغانستان إلى أوائل التسعينات حيث غادر بعدها إلى السودان ولم يغادر إلى أفغانستان مرة ثانية إلا بعد أن سيطرت طالبان عليها بعد منتصف التسعينات. أصبح في عام 2011 رئيس تنظيم القاعدة الرئيسي خلفاً لأسامه بن لادن الذي قتل على يد الجنود الأمريكيين في نفس العام.

### باكستان
نفذت جماعة الجهاد الإسلامي المصري بقيادة الظواهري هجومًا على السفارة المصرية في إسلام أباد بباكستان عام 1995، لكن بن لادن لم يوافق على العملية. وأدى القصف إلى تنفير باكستان التي كانت «أفضل طريق إلى أفغانستان».
في يوليو 2007، قدم الظواهري التوجيه لحصار مسجد لال، الاسم الرمزي عملية الصمت. وهذه هي المرة الأولى المؤكدة التي يتخذ فيها الظواهري خطوات متشددة ضد الحكومة الباكستانية ويوجه المسلحين الإسلاميين ضد دولة باكستان. عثرت قوات الجيش الباكستاني ومجموعة الخدمات الخاصة التي استولت على مسجد لال («المسجد الأحمر») في إسلام أباد على رسائل من الظواهري توجه المسلحين الإسلاميين عبد الرشيد غازي وعبد العزيز غازي، اللذين كانا يديران المسجد والمدرسة المجاورة. أسفر هذا الصراع عن مقتل 100 شخص.
في 27 ديسمبر 2007، تورط الظواهري أيضًا في اغتيال رئيسة الوزراء الباكستانية السابقة بناظير بوتو.

### السودان
أعدم أحمد سلامة مبروك ومحمد شرف تحت قيادة الظواهري لخيانته الجهاد الإسلامي المصرية. صدرت أوامر للمسلحين بمغادرة السودان.

### الولايات المتحدة
في عام 1998، تم إدراج أيمن الظواهري ضمن لائحة الاتهام في الولايات المتحدة لدوره في تفجيرات السفارة الأمريكية عام 1998، وهي سلسلة من الهجمات التي وقعت في 7 أغسطس 1998، والتي قتل فيها مئات الأشخاص في وقت واحد. تفجير شاحنات مفخخة في سفارات الولايات المتحدة في مدن شرق إفريقيا الرئيسية دار السلام بتنزانيا ونيروبي. جلبت الهجمات أسامة بن لادن وأيمن الظواهري إلى الاهتمام الدولي.
في عام 2000، شجع تفجير يو إس إس كول العديد من الأعضاء على المغادرة. هرب محمد عاطف إلى قندهار، والظواهري إلى كابل، وفر بن لادن أيضًا إلى كابل، وانضم لاحقًا إلى عاطف عندما أدرك أنه لا توجد هجمات انتقامية أمريكية وشيكة.[بحاجة لمصدر]
في 10 أكتوبر / تشرين الأول 2001، ظهر الظواهري على القائمة الأولية لأهم 22 إرهابياً مطلوبين لدى مكتب التحقيقات الفيدرالي الأمريكي، والتي أصدرها الرئيس الأمريكي جورج دبليو بوش للجمهور. في أوائل نوفمبر 2001، أعلنت حكومة طالبان أنها ستمنحه الجنسية الأفغانية الرسمية، وكذلك بن لادن ومحمد عاطف وسيف العدل والشيخ عاصم عبد الرحمن.

## قيادة تنظيم القاعدة
تولى الظواهري قيادة التنظيم في أعقاب مقتل بن لادن على يد قوات أمريكية في الثاني من مايو عام 2011. وكان غالباً يشار إليه بالساعد الأيمن لأسامة بن لادن والمنظر الرئيسي لتنظيم القاعدة. ويشير بعض الخبراء إلى أن تنظيم الجهاد المصري، سيطر على تنظيم القاعدة حين تحالفا نهاية التسعينيات من القرن الماضي. وكان الظواهري قد شوهد آخر مرة في بلدة خوست شرقي أفغانستان في أكتوبر عام 2001 م حين بدأت الولايات المتحدة حملة عسكرية للإطاحة بحكومة طالبان. واستطاع منذ ذلك الحين الهروب من الملاحقة بالتمركز بالاختباء في المناطق الجبلية على طول الحدود بين أفغانستان وباكستان، وذلك بمساعدة رجال قبائل متعاطفين.

## آراؤه ونظرياته
وقد برز الظواهري خلال السنوات الأخيرة كأحد الناطقين البارزين باسم تنظيم القاعدة. وقد ظهر في 16 شريطا مرئيا وصوتيا 16 مرة في العام 2007 م وهو أربعة أضعاف ظهور بن لادن في العام ذاته. وفي يوليو 2007 م ظهر في شريط مرئي مطول يحث فيه المسلمين حول العالم الانضمام إلى الحركة الجهادية والالتفاف حول تنظيم القاعدة.
وفي الشريط ذاته حدد الظواهري إستراتيجية تنظيم القاعدة المستقبلية وقال إنه في المدى القصير فإن التنظيم يهدف مهاجمة مصالح الصليبيين واليهود قاصداً بذلك الولايات المتحدة وحلفائها في الغرب وإسرائيل.
وأما على المدى الطويل فقد اعتبر الظواهري إسقاط الأنظمة في العالم مثل السعودية ومصر الهدف الأساسي داعياً إلى استخدام أفغانستان والعراق والصومال كمناطق للتدريب. وفي الثامن من يونيو 2011 م أصدر الظواهري بياناً يحذر فيه الأميركيين من أن أسامة بن لادن سيستمر في ترويع الولايات المتحدة حتى من قبره.

## مؤلفاته
- أسامة بن لادن يجلس مع مستشاره الظواهري خلال مقابلة مع الصحفي الباكستاني حامد مير، في نوفمبر 2001.فرسان تحت راية النبي

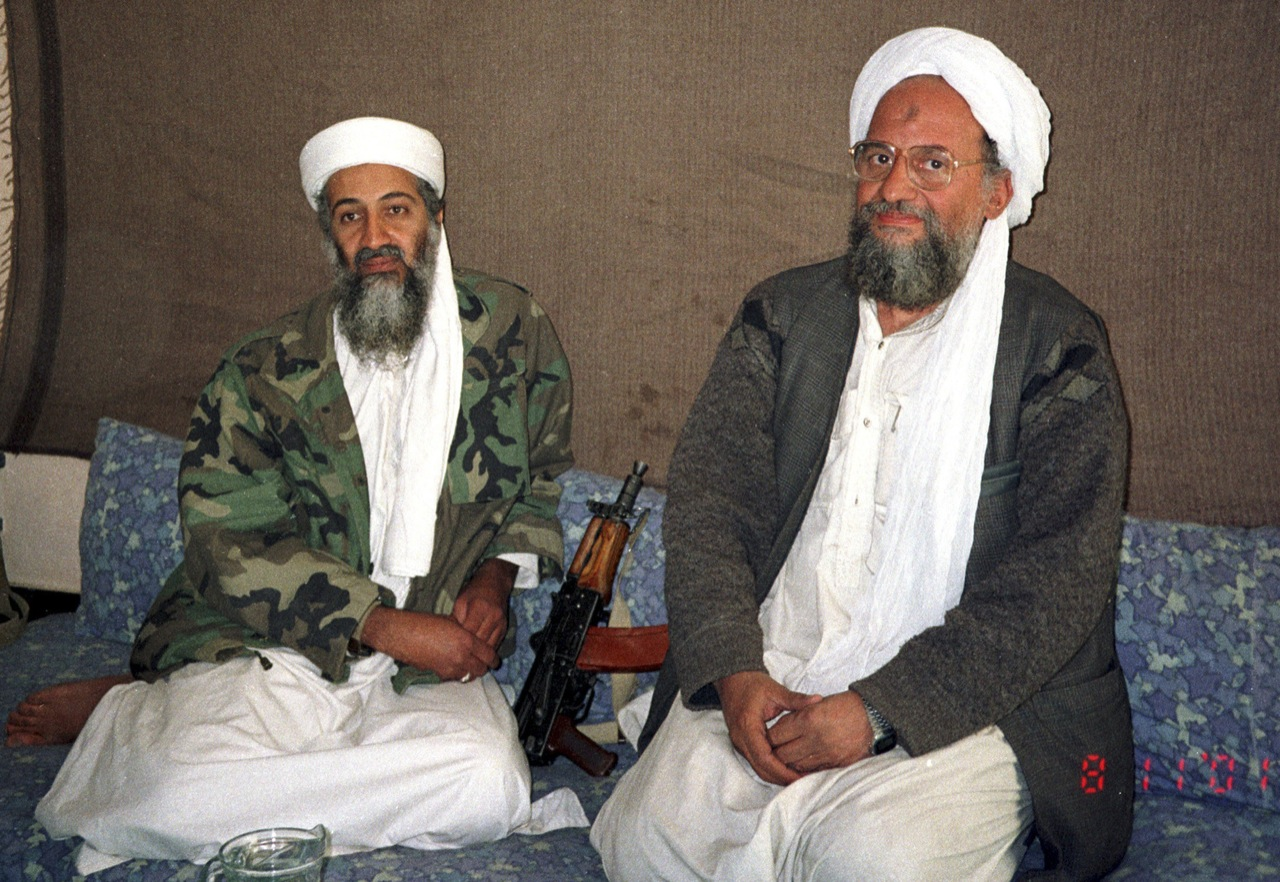
أسامة بن لادن يجلس مع مستشاره الظواهري خلال مقابلة مع الصحفي الباكستاني حامد مير، في نوفمبر 2001.

- الحصاد المر: الإخوان المسلمين في ستين عاما
- الولاء والبراء؛ عقيدة منقولة وواقع مفقود
- الكتاب الأسود؛ قصة تعذيب المسلمين في عهد حسني مبارك
- مصر المسلمة بين سياط الجلادين وعمالة الخائنين
- شفاء صدور المؤمنين
- التبرئة؛ رسالة في تبرئة أمة القلم والسيف من منقصة الخوار والضعف
- الكتاب والسلطان اتفاق وافتراق.. تأملات في الفساد السياسي وآثاره في تاريخ المسلمين

## مقتله
قتل الظواهري في 31 يوليو 2022، بعد وقت قصير من الساعة 6:00 صباحًا بالتوقيت المحلي في غارة جوية بطائرة بدون طيار نفذتها وكالة المخابرات المركزية الأمريكية في الصباح الباكر في حي شيربور الراقي في كابل، في منزل يملكه سراج الدين حقاني، مسؤول كبير في حكومة طالبان. وقال مسؤول كبير في الإدارة الأمريكية في بيان للصحفيين «خلال عطلة نهاية الأسبوع، نفذت الولايات المتحدة عملية لمكافحة الإرهاب ضد هدف مهم للقاعدة في أفغانستان وكانت العملية ناجحة ولم تقع إصابات بين المدنيين».

## مواضيع ذات صلة
- سليمان بوغيث
- سيف العدل
- عبد العزيز المصري
- أبو الخير المصري
- أسامة بن لادن
- تنظيم القاعدة